# Georg von Oertzen
Karl Friedrich Theodor Georg Ludwig von Oertzen, unter Hinzufügung des Besitznamens auch von Oertzen-Brunn (* 2. Februar 1829 in Brunn (Mecklenburg); † 26. Mai 1910 in Kirchhalden bei Kenzingen) war ein deutscher Diplomat, Hofbeamter und Schriftsteller.

## Leben
Georg von Oertzen wurde geboren als jüngster Sohn des mecklenburg-güstrowschen Landrats Carl von Oertzen (1788–1837) und dessen Frau Wilhelmine, geb. von Dewitz (1792–1875), einer Tochter des mecklenburg-strelitzschen Geheimarrats- und Kammerpräsidenten Otto Ulrich (III.) von Dewitz. Karl von Oertzen und Heinrich von Oertzen waren seine Brüder.
Nach dem Besuch des Gymnasiums in Wittenberg studierte er an der Rheinischen Friedrich-Wilhelms-Universität Bonn, der Georg-August-Universität Göttingen und der Friedrich-Wilhelms-Universität Berlin Rechtswissenschaften. 1849 wurde er Mitglied des Corps Borussia Bonn. Von 1852 bis 1857 diente er als preußischer Offizier, davon ab 1855 als Attaché des Bundestagsgesandten Otto von Bismarck. Von 1857 bis 1864 war er im preußischen Hofdienst tätig. In den folgenden Jahren widmete er sich in Tübingen und Heidelberg ausschließlich seiner schriftstellerischen Tätigkeit. Als Lyriker und Epigrammatiker veröffentlichte er seine Werke unter den Pseudonymen Ludwig Robert und Georg Wanderer. Am Deutschen Krieg und Deutsch-Französischen Krieg nahm er als Johanniter teil. 1879 trat er in den diplomatischen Dienst des Kaiserreichs ein. Von 1881 bis 1888 war er kaiserlicher Konsul in Marseille und von 1888 bis 1892 kaiserlich deutscher Generalkonsul in Christiania. Anschließend lebte er abwechselnd in Kirchhalden bei Kenzingen, wo er starb, und in Meran. Von Oertzen war Großherzoglicher Mecklenburgischer Kammerherr.
Georg von Oertzen hatte einen außerehelichen Sohn, der 1885 in Marseille geboren wurde und unter dem Namen Georg Viktor Kunz aufwuchs.

## Auszeichnungen
- Komtur des Hausordens der Wendischen Krone[5]
- Verdienstmedaille in Gold
- Kronen-Orden II. Klasse
- Roter Adlerorden III. Klasse
- Rechtsritter des Johanniterordens
- Eisernes Kreuz (1870) II. Klasse
- Ritter 1. Klasse des Hausordens Albrechts des Bären
- Kommandeur 2. Klasse des Wasaordens
- Ritter 1. Klasse des Sankt-Olav-Ordens
- Ritter des Dannebrogordens
- Mecidiye-Orden 2. Klasse mit Stern
- Erinnerungskreuz für 1866
- Kriegsdenkmünze für die Feldzüge 1870–71

## Schriften (Auswahl)
- Gedichte. 3. Auflage, 1861.
- Aus Kämpfen des Lebens. Aphorismen. 1868.
- Satiren. 1874.
- Deutsche Träume, deutsche Siege. 1877.
- Adam contra Eva. 2. Auflage, 1878.
- Eigene Wege. 1879.
- Auf Schwarzwaldwegen. 1896.
- Worte für Augenblicke. 1898.
- Greift nur hinein: Neue Aphorismen. 1901.